# (224) Oceana
(224) Oceana es un asteroide perteneciente al cinturón de asteroides descubierto el 30 de marzo de 1882 por Johann Palisa desde el observatorio de Viena, Austria.
Está nombrado por el océano Pacífico.